# Machhapuchchhre
Machhapuchchhre (nep. माछापुछ्रे) – gaun wikas samiti w zachodniej części Nepalu w strefie Gandaki w dystrykcie Kaski. Według nepalskiego spisu powszechnego z 2001 roku liczył on 423 gospodarstw domowych i 1985 mieszkańców (1044 kobiet i 941 mężczyzn).